# Inamuragasaki

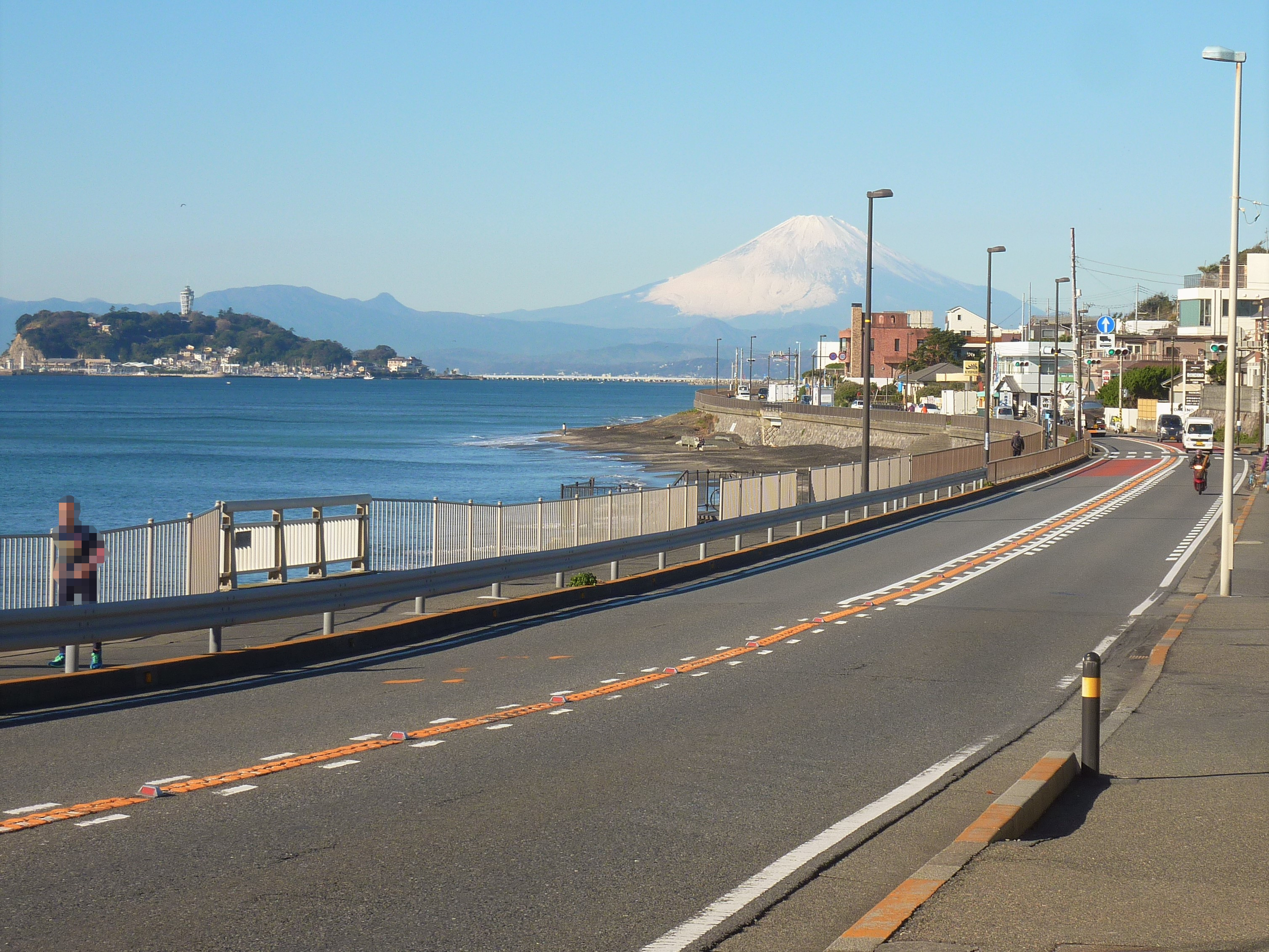
Monte Fuji desde Inamuragasaki

Inamuragasaki (稲村ケ崎) es un cabo en el extremo occidental de Yuigahama (Playa) en Kamakura, Prefectura de Kanagawa, Japón. El cabo divide Yuigahama de Shichirigahama (Playa) y Enoshima. Su nombre parece derivar de su forma, similar a un montón de arroz en época de cosecha (un inamura (稲叢). En su base, en el lado de Shichirigahama, hay un parque, el Parque Inamuragasaki (稲村ケ崎海浜公園).

## Historia
Debido a que la antigua carretera Tōkaidō pasaba junto al mar al sur de este cabo antes de dirigirse a la península de Miura, antes de la apertura del paso Gokuraku, Inamuragasaki era el punto de entrada tradicional a Kamakura en la época del shogunato de Kamakura. Ahora atravesado por una carretera (ver foto), solía ser intransitable por tierra y, por lo tanto, una de las defensas naturales que convertían a Kamakura en una fortaleza inexpugnable.
Por esta razón, aparece con frecuencia en los registros históricos. Se menciona por primera vez en el Genpei Jōsuiki porque el clan Miura en 1180 lo cruzó dos veces para ir a rescatar a Minamoto no Yoritomo en la batalla de Ishibashiyama. Las tropas no llegaron a tiempo, Yoritomo fue derrotado y los Miura tuvieron que volver por donde habían venido.

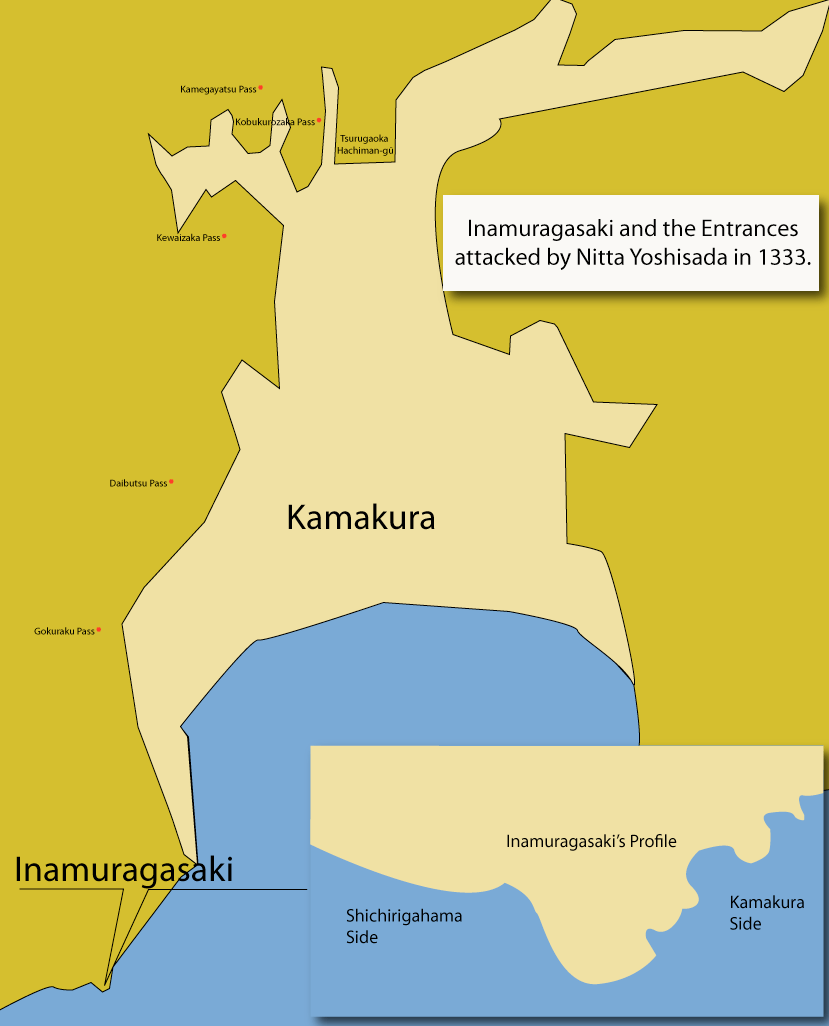
La posición relativa de Inamuragasaki y de los Pases atacados por Nitta Yoshisada

Luego, el cabo aparece en el Kaidōki (海道記) porque su autor en 1223 lo cruzó para entrar a Kamakura. Inamuragasaki también se menciona en el Azuma Kagami, el Man'yōshū, el Heike Monogatari y el Taiheiki, aunque los dos primeros lo llaman por su antiguo nombre, Mikoshinosaki (見超の崎•水超の崎•御輿が崎).
Finalmente, Nitta Yoshisada lo hizo inmortal en la cultura japonesa al rodearlo la tarde del 3 de julio de 1333. para invadir Kamakura y poner fin al shogunato de Kamakura. Por esta razón, ha sido designado como Sitio Histórico por el gobierno japonés.
El paso Gokuraku, donde el ejército de Nitta Yoshisada fue derrotado Las fuerzas de Nitta descendieron por el curso norte de Kamakura Kaidō (el Kami no Michi (上道)), luchando contra los Hōjō en el camino. Al llegar a Kamakura, intentaron ingresar a través de los pasos Gokuraku, Kobukorozaka y Kewaizaka, pero las fuerzas concentradas de los Hōjō lograron detenerlos. Al considerar imposible entrar por tierra, Nitta decidió intentar rodear Inamuragasaki.

## La versión del Taiheiki de los eventos

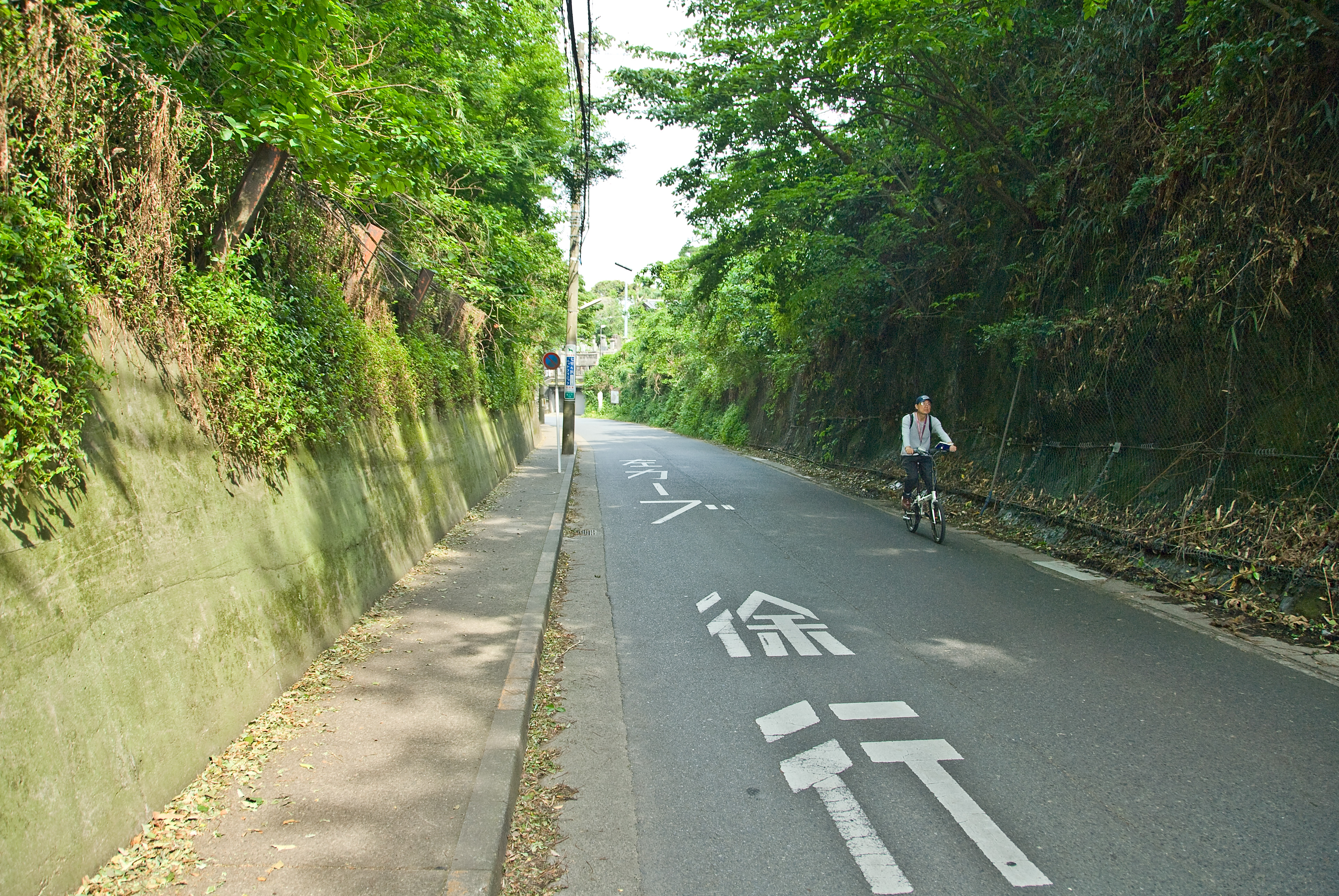
El lado externo del Paso Gokurakuji-zaka cerca de Hase. El paso es mucho más largo, aquí solo se ve su punto más angosto.

Según el Taiheiki, en la noche antes del ataque, Nitta observó desde la cima de una colina el campamento enemigo y sus defensas cerrando el paso de Gokuraku, luego la playa, bloqueada por fuertes fortificaciones. Sabía que el mar estaba custodiado por cientos de barcos enemigos. Mirando hacia el cercano Inamuragasaki, arrojó su espada al oleaje, rezó a Ryūjin y pidió su ayuda. El mar retrocedió veinte chō (una milla), llevándose consigo a la armada Hōjō y dejando un amplio espacio para que sus fuerzas penetrasen. La estela en Sode no Ura (袖の浦), la pequeña bahía al oeste de Inamuragaki, dice:
Hace 666 años, el 21 de mayo de 1333, Nitta Yoshisada, al considerar que la invasión por tierra era difícil, decidió intentar rodear este cabo. Este es el lugar donde, según la tradición, arrojó su espada dorada a las olas, rezando al dios del mar para que las retirara y le permitiera pasar. (Estela erigida en 1917)
Sin embargo, en 1993, el historiador japonés Susumu Ishii, después de examinar y comparar los registros históricos y los resultados de encuestas recientes, declaró que la fecha dada por el Taiheiki debía ser incorrecta, y que el día probable de entrada del ejército de Nitta debía haber sido el 30 de junio de 1333.

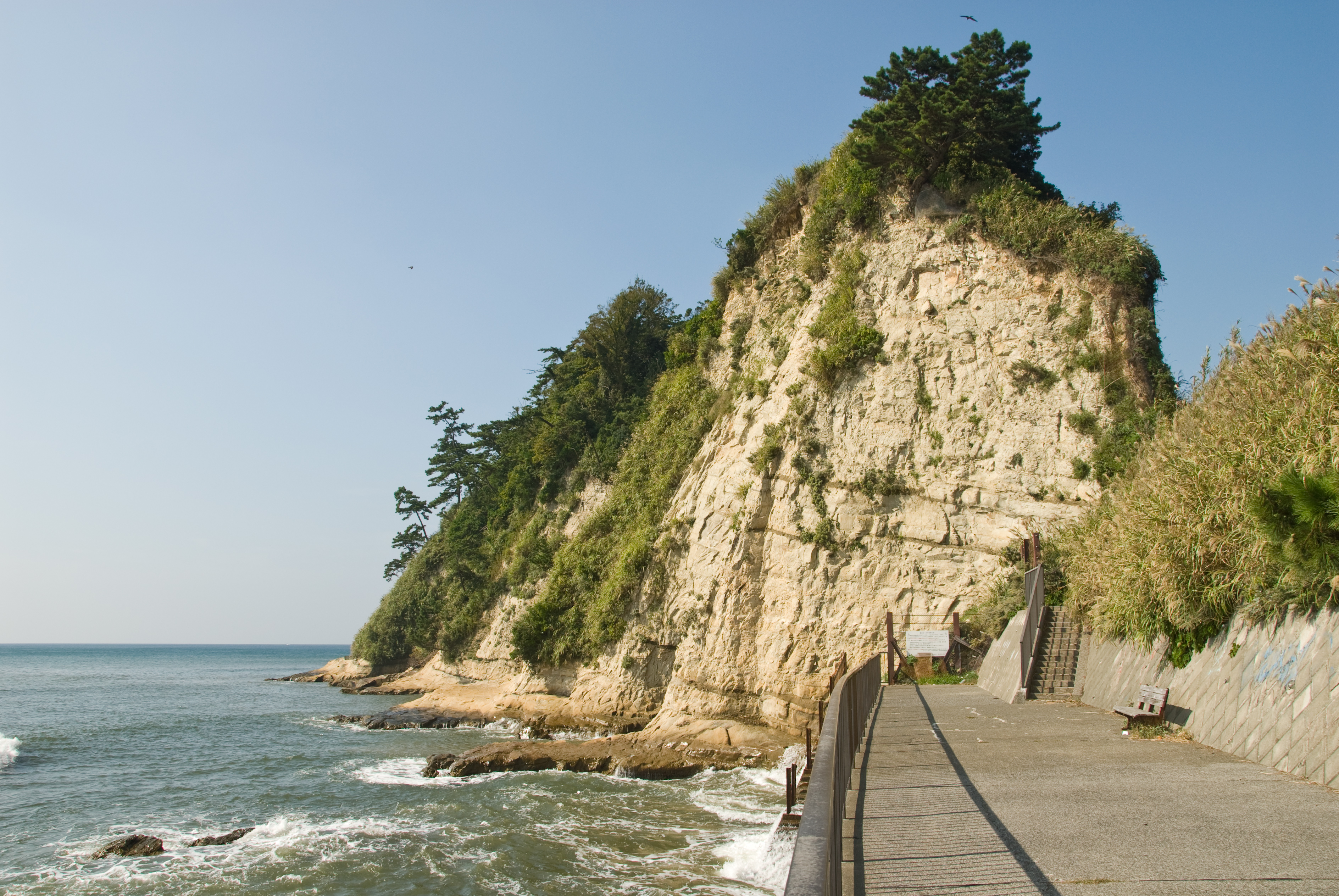
Inamuragasaki Kamakura, Japón

Se cree que Nitta debe haber aprovechado la marea baja para ingresar a Kamakura y capturarla. Bypassing the cape on foot would be impossible today even at an extraordinarily low tide and its base is always entirely under water but, according to old texts, sea level there was lower a thousand years ago and a narrow strip of land regularly appeared at low tide. El Azuma Kagami afirma que el 21 de septiembre de 1181, el shōgun Minamoto no Yoritomo fue a Inamuragasaki debido a un concurso de tiro con arco que iba a tener lugar en su playa.
Investigaciones científicas recientes in situ, teniendo en cuenta los niveles de marea actuales y los niveles estimados de marea en 1333, confirman que el ejército de Nitta podría haber ingresado a Kamakura a través de Inamuragasaki aprovechando una marea baja. Dado que Nitta había pasado mucho tiempo en Kamakura como vasallo de los Hōjō, es posible que estuviera lo suficientemente familiarizado con sus mareas como para poder aprovecharlas concebiblemente.